# Höganäs AB
Den här artikeln handlar om metallpulvertillverkaren, tidigare gruvan och keramiktillverkaren Höganäs AB;
ej att förväxlas med keramiktillverkaren vid namn Höganäs Keramik sedan 1967.

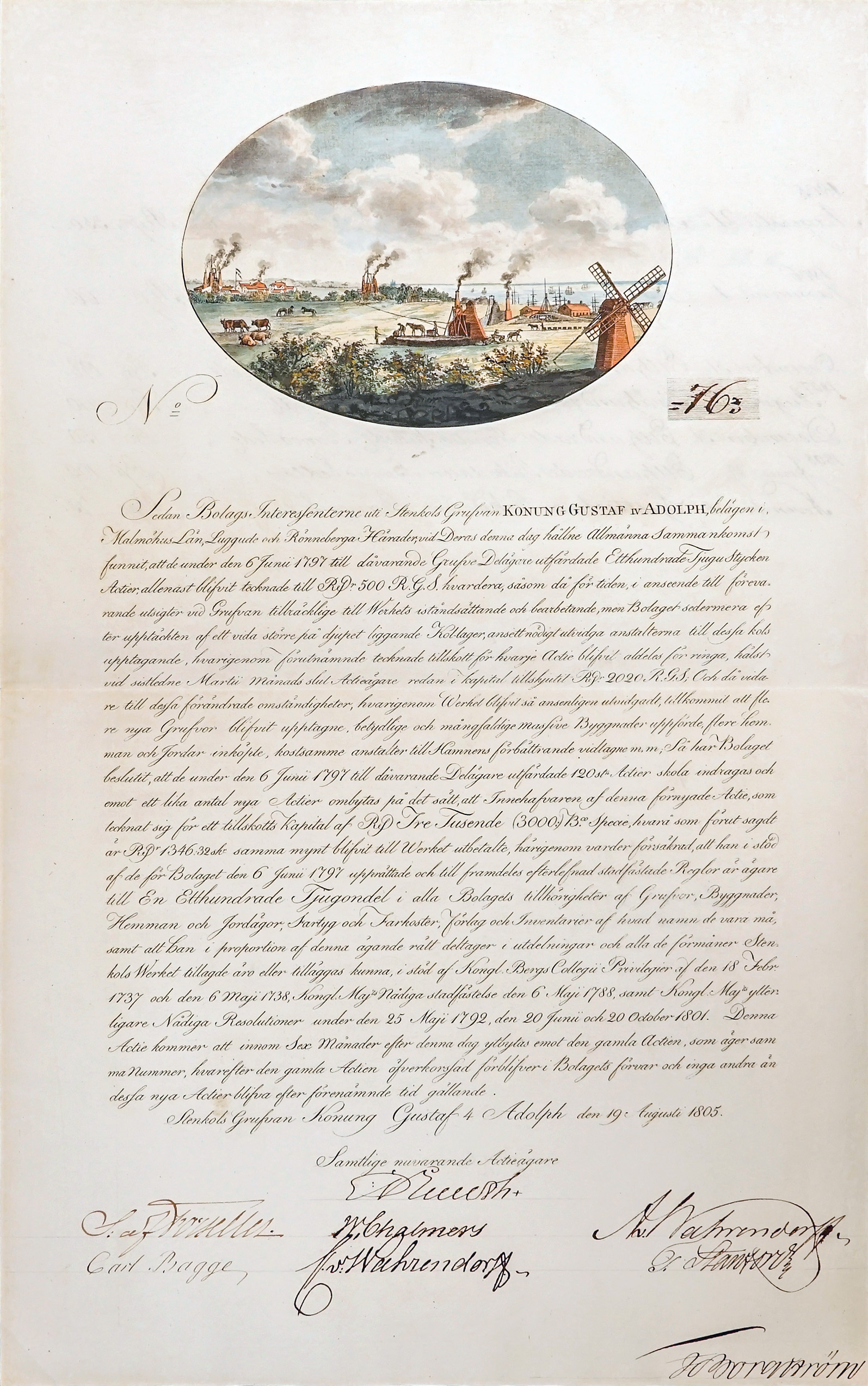
Aktiebrev i Stenkols Grufvan Konung Gustaf IV. Adolph för 3 000 Riksdaler Specie, utfärdad den 19 augusti 1805, undertecknad i original av grundarna Eric Ruuth, William Chalmers, Anders och hans bror Carl von Wahrendorff. Vignetten på aktien ritades av Jacob Axel Gillberg och utfördes som akvatint av Martin Rudolf Heland.

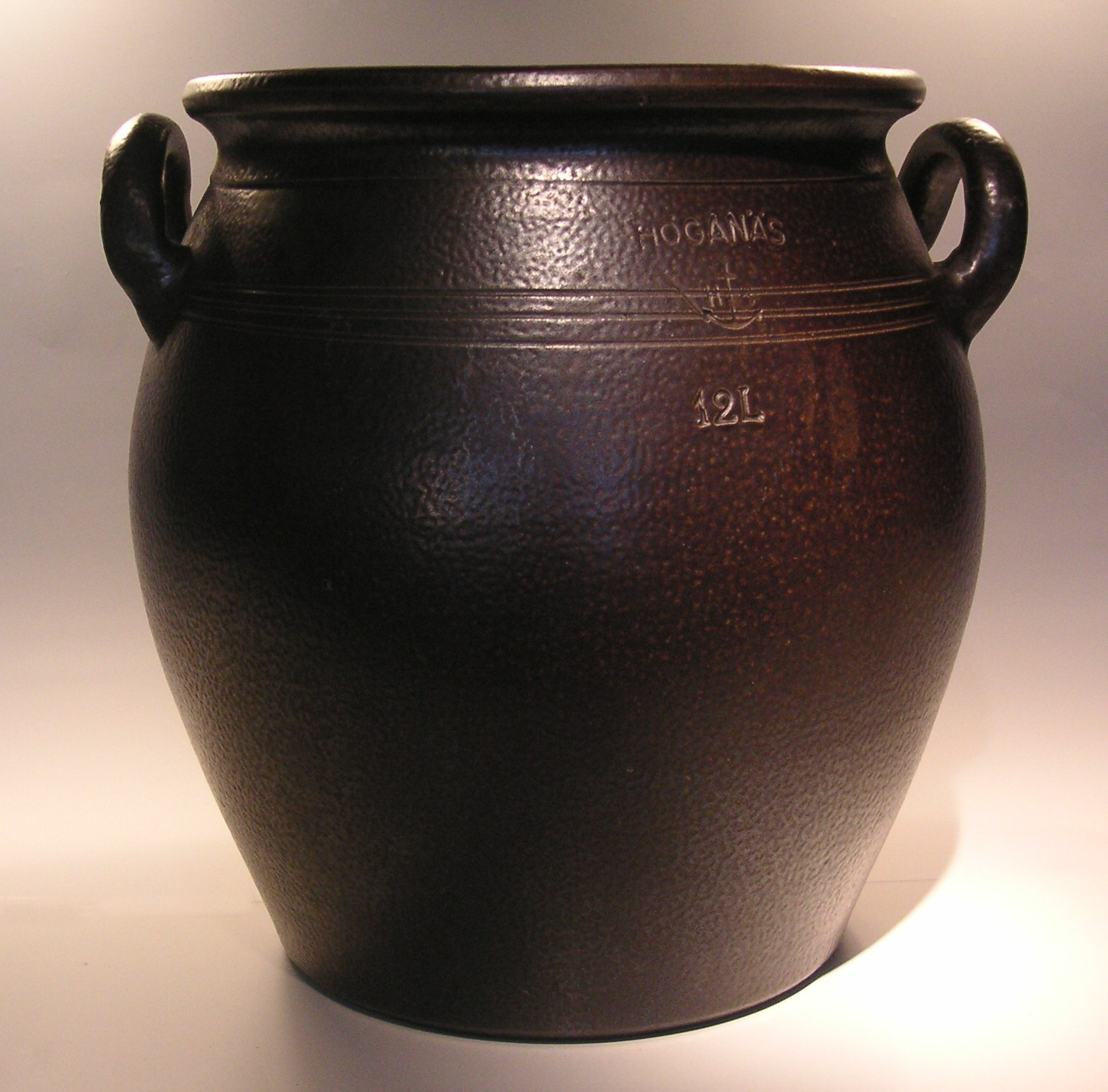
En 12 liters höganäskruka, tillverkad 1915-1926.

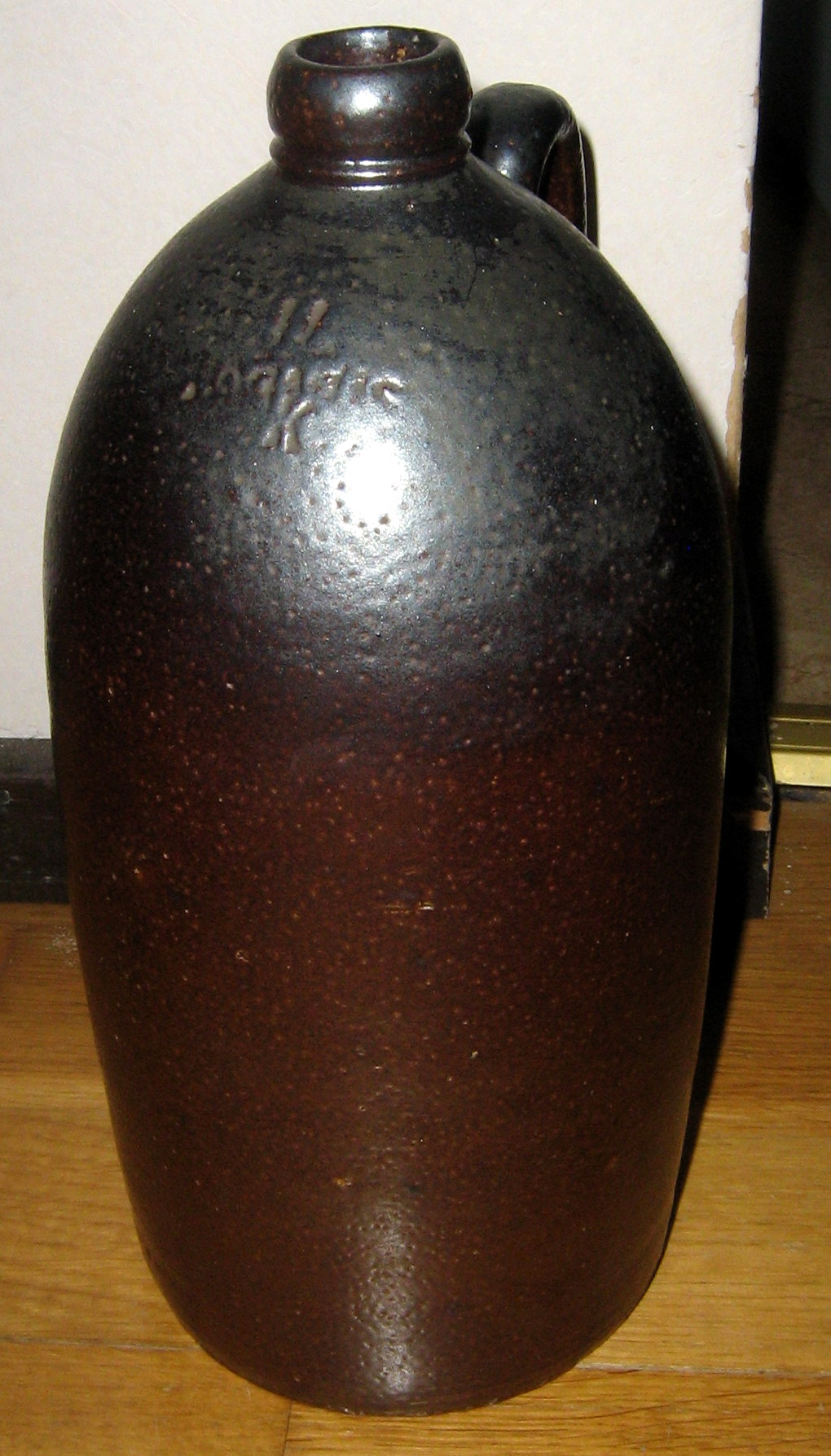
1 liters höganäskrus, tillverkat 1890-1915.

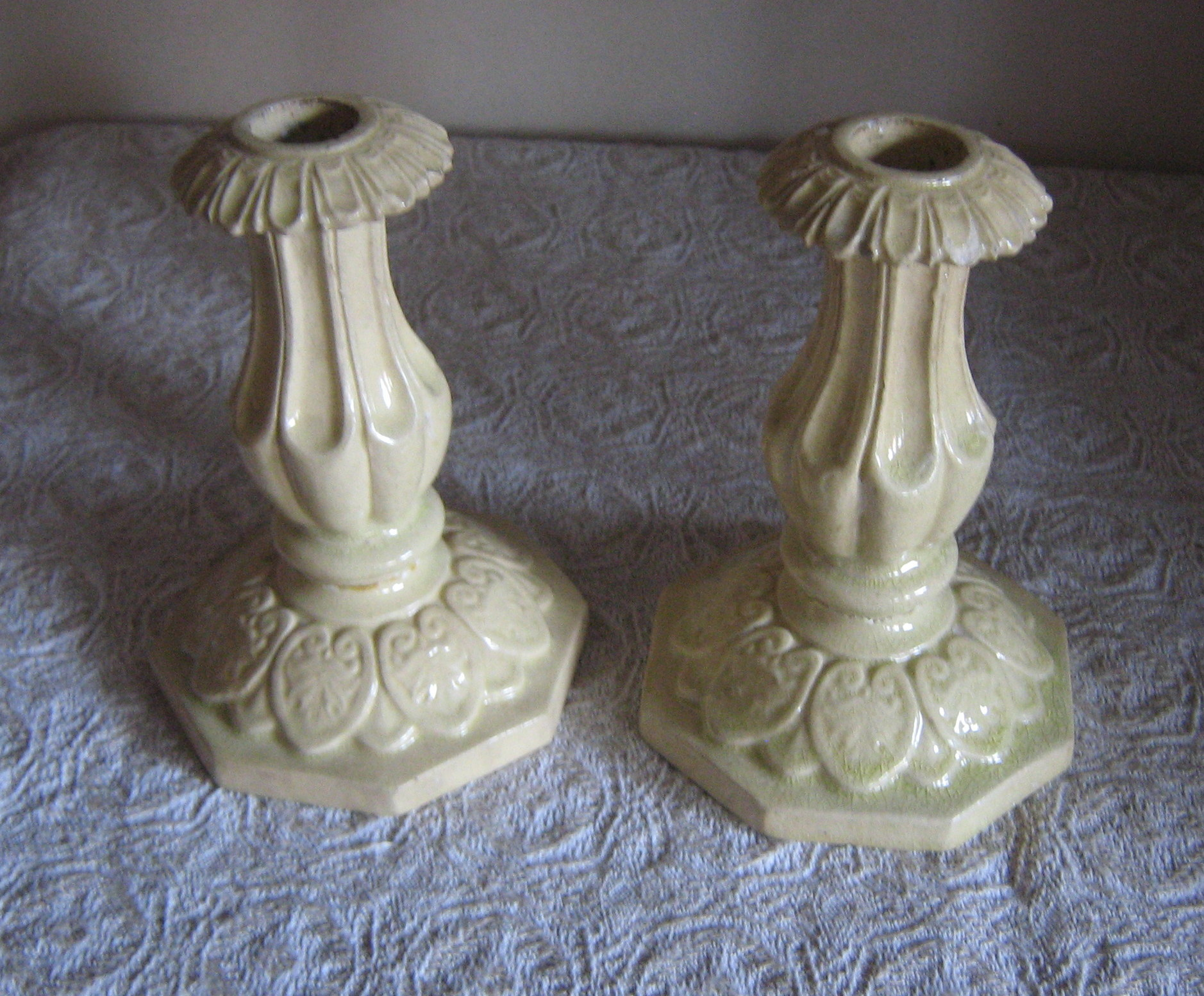
Höganäsljusstakar i Lergods, 1855-1869.

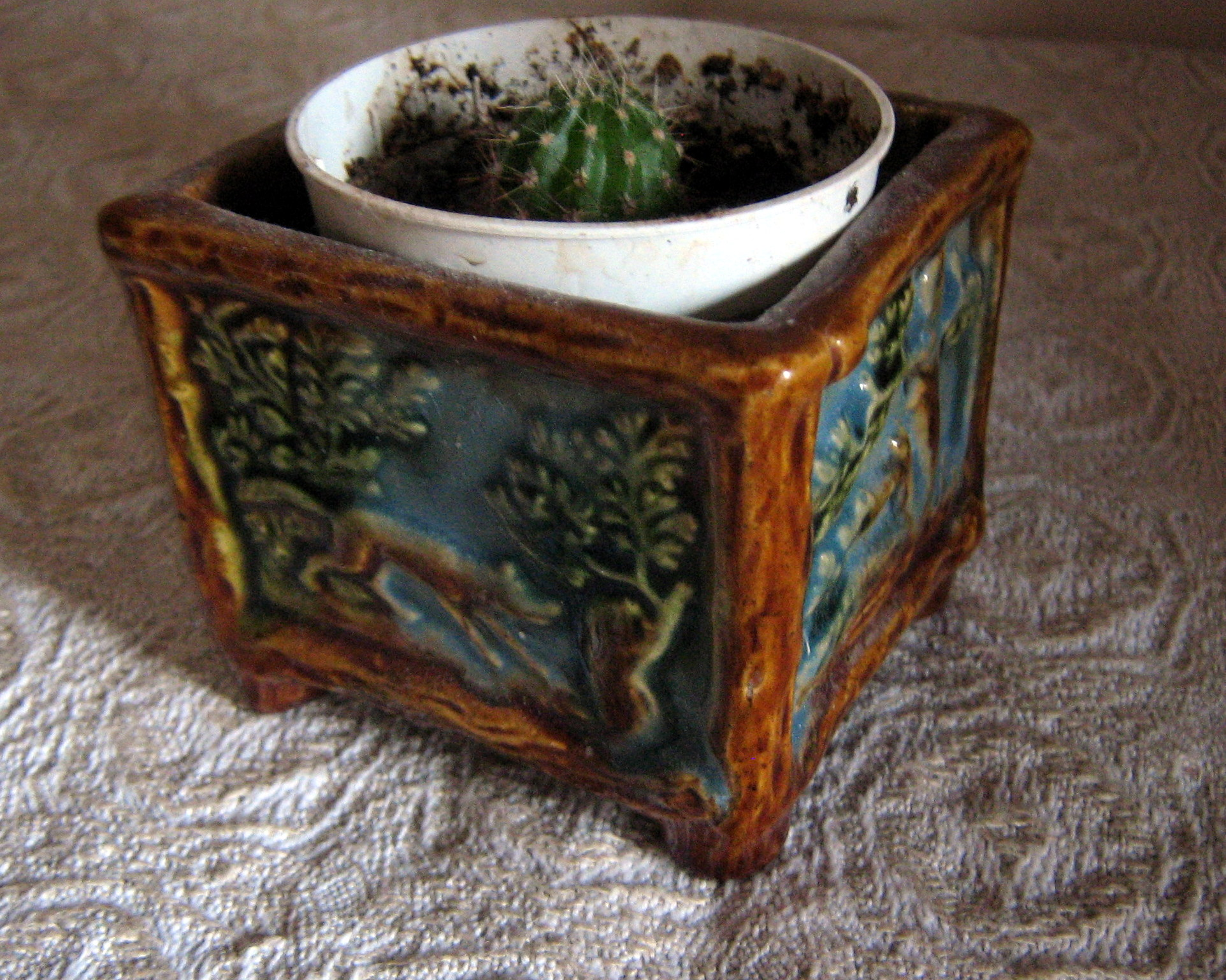
Blomkruka, Höganäs, 1890-tal.

Höganäs AB, före 1967 kallat Höganäsbolaget, är ett svenskt företag grundat 1797, som idag specialiserar sig på metallpulvertillverkning. Företaget har sitt ursprung i det gamla bruket Höganäs och har fortfarande sitt huvudkontor i staden Höganäs i Skåne.

## Historik
Företaget räknar sin historia från 1797, då Gustaf IV Adolfs Stenkolsverk grundas i Höganäs. Stenkolsbrytning har förekommit i Höganästrakten sedan 1500-talet, men 1796 upptäcktes en ny, rikhaltig åder. Initiativtagare var greve Eric Ruuth som till sin hjälp hade den engelska ingenjören Thomas Stawford och den svenska gruvingenjören Anders Polheimer. Ruuth hade dock gjort så stora investeringar i sin stenkolsgruva i Boserup, att han gick i konkurs, och göteborgsköpmannen K. Bagge köpte 1797 gruvan. Denna brytning av kol pågick ända fram till 1960-talet. 
Ruuth hade upptäckt att hans stenkolsgruva i Boserup innehöll en eldfast lera, och denna lera hade han använt i sina stenkärlsfabriker Helsingborgs stenkärlsfabrik, Löfnäs stenkärlsfabrik och Ulfsunda stengodsfabrik. Höganäsgruvan, som gick mycket dåligt, fick 1825 statsanslag och genomgick en omorganisation, för att i stället för stenkolsbrytning använda leran i gruvan till keramisk produktion. 1826 startar man produktion av eldfast tegel, och 1833 av oglaserade eller blyglaserade stengodskärl, och 1835 börjar man producera saltglaserat stengods. Den tyske keramikern C. Berger anställdes 1831 för att leda tillverkningen och 1856 anställdes den danske skulptören Ferdinand Ring som modellör, något som kom att höja den konstnärliga kvaliteten på företagets produkter.
Huvudsakligen blev det dock hushållsgods som blev den viktigaste varan. Man vidgade sin produktion med åren och 1869 börjar man tillverka ledningsrör och asktegel 1879.  På 1880-talet börjar man även framställa polykromt bemålat blyglaserat lergods i majolikastil. Den stora blomstringen kom sedan Åke Nordenfeldt blivit disponent 1889. Betydelsefull för fabrikens konstnärliga produktion blev Albin Hamberg, som var anställd 1889-1914. Som modellör anställdes 1897 Helmer Osslund vid fabriken, men stannade endast kvar i ett halvår. Rolf Adlersparre var anställd som disponentens sekreterare men modellerade även ett antal föremål för Helsingborgsutställningen 1903. Skulptören Emy von Teuchler utförde även några kärl för fabriken omkring 1905. Edgar Böckman var 1915-1926 anställd vid fabriken tillverkade där både fajans och saltglaserat lergods efter ledordet vackrare vardagsvara, och vann priser för sitt Höganäsgods vid Hemutställningen 1917.
Under slutet av 1800-talet blev dock eldfast tegel en allt viktigare produkt, 1889 inköptes Stabbarps lertag, som kom att bli den viktigaste källan för Höganäs eldfasta lera. 1875 började man använda sig av gaseldade ugnar för bränningen.
1864 började man vid Vallåkra och Bökeberg bryta stenkol och eldfasta leror, och 1864 bildades Vallåkra Stenkols-Aktiebolag för att bryta kol i gruvan. 1890 övertog bolaget den tillverkning av eldfast tegel som sedan 1888 bedrivits av Svaneholms gods. 1870 bildades Kropps aktiebolag för att bearbetea stenkols- och lerfyndigheterna i trakterna av Bjuv. Dessa bolag slogs 1895 samman till Billesholms-Bjufs Aktiebolag. Genom sammanslagning med Höganäsbolaget bildades 1903 Höganäs-Billesholms AB. 1904 inköptes Skromberga Stenkols- och Lerindustri AB och bolaget hade under början av 1900-talet en rad gruvor i Höganäs, Bjuv, Skromberga, Gunnarstorp, Nyvång och Billesholm, samt fabriker i Höganäs, Bjuv, Skromberga, Hyllinge, Trollhättan och Nyvång.
Lerkärlstillverkningen upphörde 1926, och fabriken satsade helt på de saltglaserade produkterna. Tillverkning av hushållskärl i stengods fortsatte fram till 1954, medan vissa industriella kärl fortsatte att tillverkas en tid. Företaget avnoterades 1987 men introducerades igen 1994. Det är ett av Sveriges äldsta företag.

## Höganäs idag
Höganäs AB ingick i Lindéngruppen från 1987 men blev börsnoterat 1994. Det köptes åter loss från börsen 2013 och ägs sedan dess via Höganäs Holding AB till lika delar av Lindéngruppen och Foundation Asset Management (FAM), det vill säga Wallenbergstiftelserna.
Höganäs AB har fabriker bland annat i Japan, Indien, USA, Kina, Brasilien, England och Belgien. Utöver dessa länder finns det försäljningskontor i bland annat Frankrike, Tyskland, Italien, Spanien, Korea och Taiwan.
I Sverige finns det två fabriker: en i Höganäs och en i Halmstad. Höganäs Halmstadverken (före detta Halmstads järnverk) tillverkar atomiserat järn som sedan vidareförädlas i Höganäs. Fabriken i Höganäs tillverkar även järnsvamp.
Järnpulver används till många olika saker, men främst till att sintra (pressa) kugghjul och metalldetaljer till exempelvis växellådor och symaskiner. Höganäs AB säljer även järnpulver till järnberikning av mat, järnpulver till svetstillsatsmaterial, flamsprutningspulver med mera. I varje personbil finns det några kilo järnpulverdetaljer.